# Gordio (città antica)
Gordio (in greco Γόρδιον?, Górdion; in turco Gordiyon), l'odierna Yassıhüyük, dalla seconda metà dell'VIII secolo a.C. fino all'invasione dei Cimmeri, era l'antica capitale della Frigia. Si trova a circa 70–80 km a sud-ovest di Ankara, nelle immediate vicinanze del distretto di Polatlı, nella provincia turca di Ankara, alla confluenza dei fiumi Sakarya e Porsuk gli ha dato una posizione strategica con il controllo su terreni fertili.
A Gordio si svolse il famoso episodio del nodo, detto "nodo gordiano", reciso da Alessandro Magno con la spada.
Gordio si trova dove l'antica strada tra Lidia e Assiria/Babilonia attraversava il fiume Sangario. L'occupazione del sito è attestata dalla prima età del bronzo (2.300 a.C. circa) ininterrottamente fino al IV secolo d.C. e di nuovo nel XIII e XIV secolo d.C. Il tumulo della cittadella a Gordio ha una dimensione di circa 13,5 ettari e alla sua altezza l'abitazione si estendeva oltre questo in un'area di circa 100 ettari. Gordio è il sito tipo della civiltà frigia e il suo livello di distruzione ben conservato di ca. 800 a.C. è un fulcro cronologico della regione. La lunga tradizione dei tumuli nel sito è un importante record di monumentalità d'élite e pratica di sepoltura durante l'età del ferro.
Dalla metà del III secolo a.C. la città fu abitata dai Galati; abbandonata nel 189 a.C. per incursione romana, divenne da allora un villaggio di scarsa importanza.

## Storia dell'insediamento
Nell'antichità, il fiume Sakarya scorreva sul lato est del tumulo della cittadella, appena oltre il forte di Küçük Höyük. Il suo corso è cambiato più volte, spostandosi infine sul lato ovest del tumulo, dove si trova ora. Questo è stato un cambiamento relativamente recente, molto probabilmente avvenuto durante il XIX secolo.

### Età del bronzo
Gordio era abitato almeno dalla prima età del bronzo, ca. 2300 a.C. Entro la fine di questo periodo mostrava punti in comune nella ceramica con comunità fino all'estremo ovest della Troade e fino all'estremo oriente fino alla Cilicia.
Durante la media età del bronzo, Gordio cadde sotto l'influenza degli Ittiti, con i sigilli amministrativi evidenti nel sito. Vi è una vasta necropoli attestata sulla cresta nord-orientale, con sepolture dei periodi MH III-IV.
Gordio della tarda età del bronzo faceva parte dell'Impero Ittita e si trovava all'estremità occidentale del suo centro.

### Prima età del ferro
C'è un cambiamento culturale a Gordio nella prima età del ferro, con nette differenze rispetto alla tarda età del bronzo per quanto riguarda l'architettura e la ceramica. I legami ceramici e linguistici con l'Europa sudorientale indicano un afflusso di migranti balcanici in questo momento, forse i Brigi.

### Primo periodo frigio

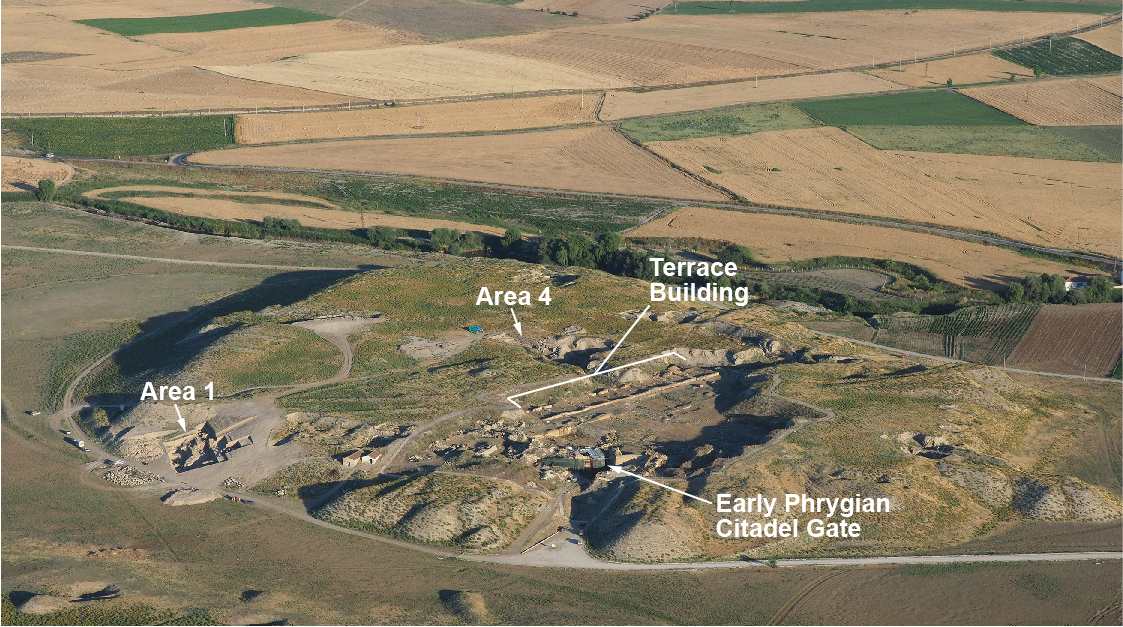
Veduta aerea del tumulo della cittadella di Gordio

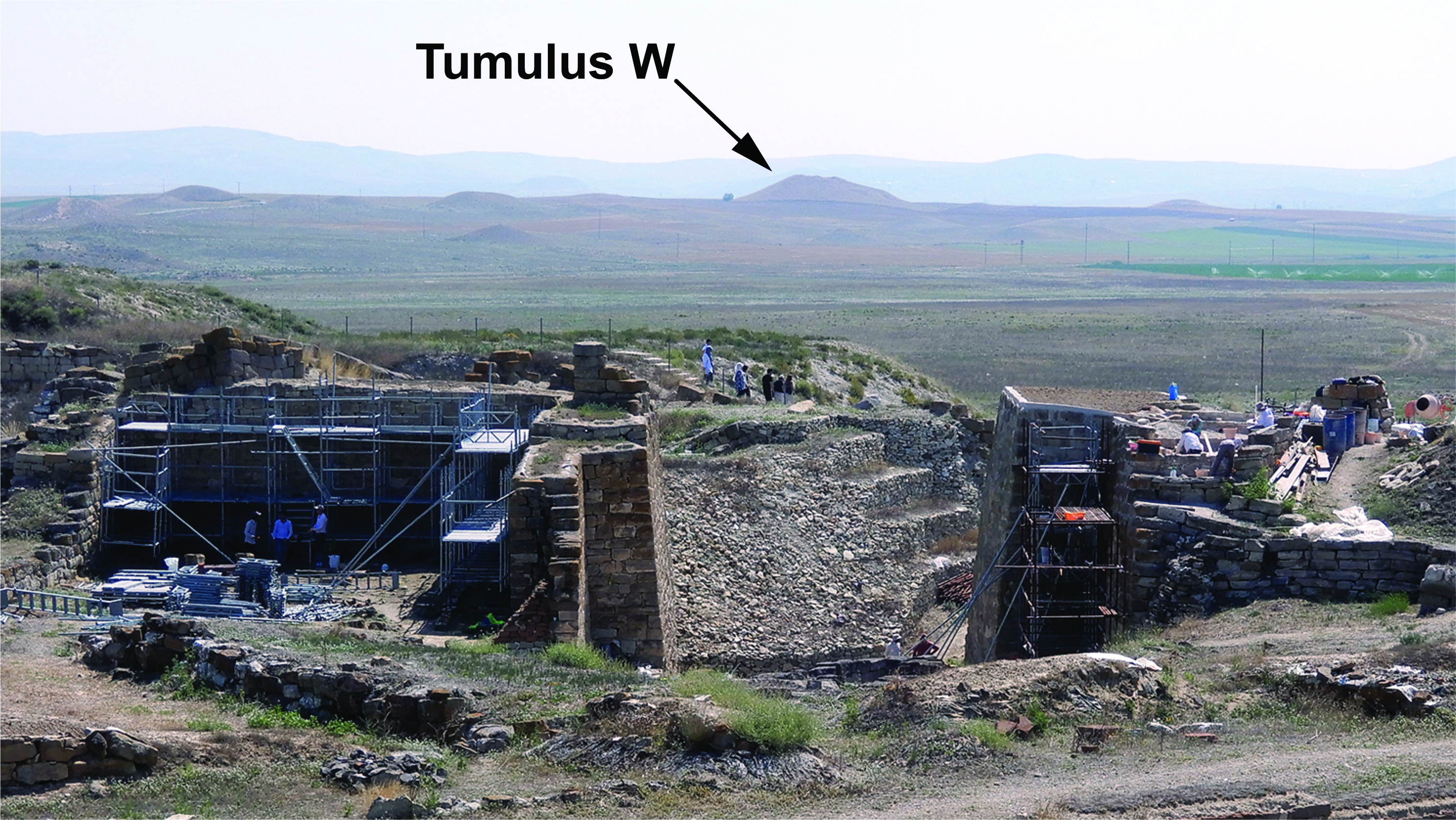
Vista attraverso la Porta della Cittadella Orientale della Prima Frigia a Gordion guardando il Tumulo W (850 a.C. circa)

Ci furono diversi progetti di costruzione monumentali sulla cittadella durante il X e il IX secolo, il primo periodo frigio, risultando in un circuito di mura attorno al tumulo della cittadella con un ampio complesso di porte. La Porta della Cittadella Orientale forniva sia una maggiore difesa che una proiezione di potere; è ancora conservato ad un'altezza di dieci metri, rendendolo l'esempio meglio conservato in Anatolia. Nello stesso periodo, ca. 850 aC, fu costruito il tumulo W, il primo esempio noto di sepoltura di un tumulo in Anatolia e un indicatore di rilievo d'élite a Gordio. Oltre la Porta della Cittadella Est, una serie di edifici d'élite occupavano il lato orientale del tumulo. Questi includevano diversi edifici a pianta Mégaron e il grande complesso di edifici a terrazza interconnesso. I Megaron di Gordio probabilmente hanno svolto una funzione amministrativa, con il più grande, Megaron 3, che forse serviva da sala delle udienze. I Megaron includono diversi pavimenti a mosaico di ciottoli con elaborati disegni geometrici, tra i primi esempi conosciuti del loro tipo, strappati dal sito e messi a dimora esternamente presso il locale Museo di Gordio. Il L'edificio a terrazza, un complesso di otto edifici interconnessi che si estendeva per oltre cento metri di lunghezza, era un luogo di molatura, cottura e tessitura, nonché deposito. I resti del primo periodo frigio furono preservati a causa di una conflagrazione sul lato orientale del tumulo della cittadella, probabilmente risalente a ca. 800 a.C. Questo livello di distruzione e la successiva ricostruzione del sito soprastante hanno preservato l'architettura e molti dei reperti del periodo frigio inferiore. Il primo periodo frigio nel sito è quindi meglio compreso rispetto al medio frigio.

#### Livello di distruzione frigio iniziale

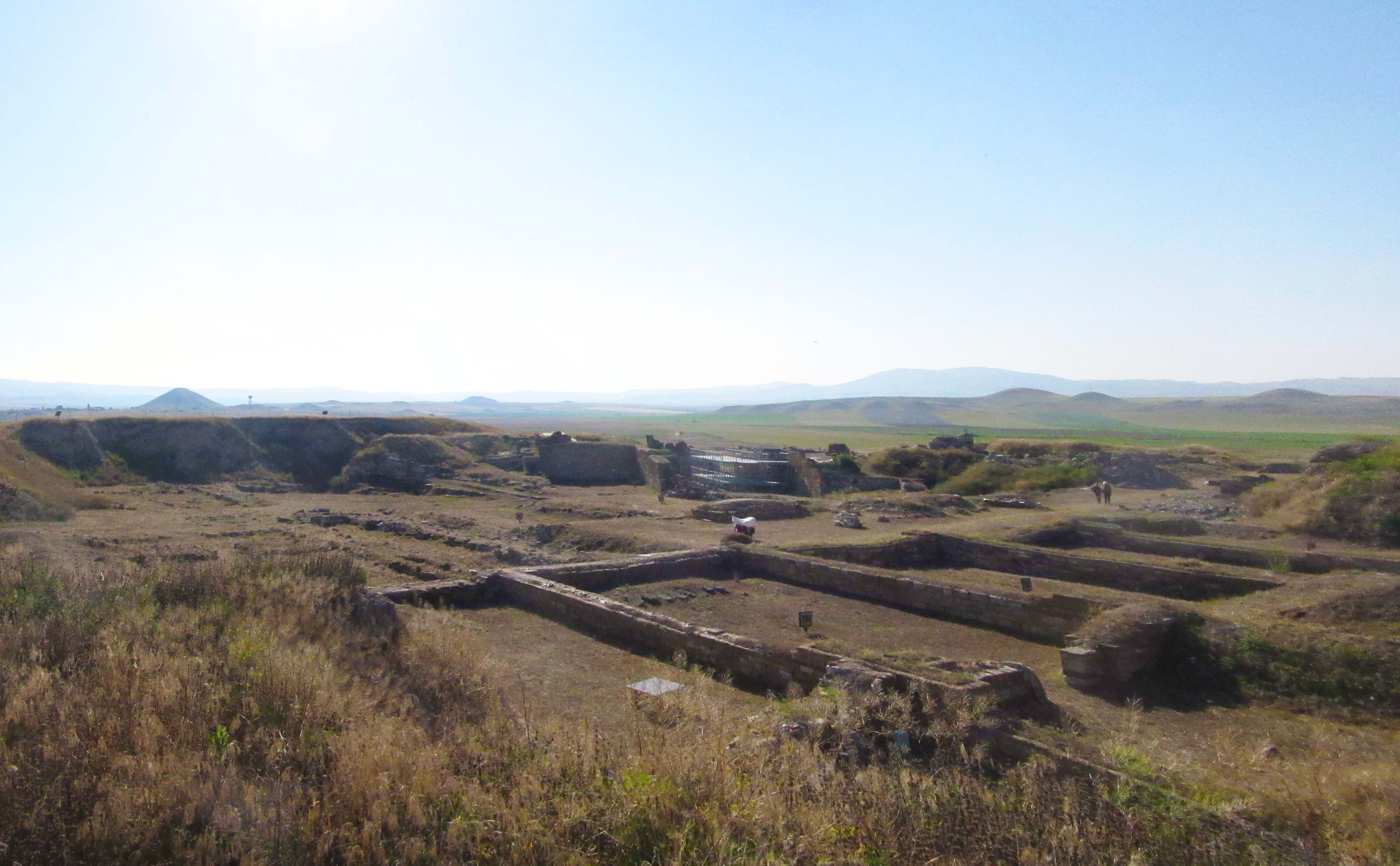
Vista del tumulo della cittadella a Gordio. Complesso di edifici della prima terrazza frigio in primo piano con la porta della cittadella orientale dietro di esso. Tumulo MM sullo sfondo a sinistra.

Ci sono ampie prove di un incendio diffuso nella parte orientale del tumulo della cittadella di Gordio, in un livello indicato dallo scavatore iniziale, Rodney S. Young, come livello di distruzione. Questo evento e la successiva deposizione, sopra il livello bruciato, di uno strato di argilla spesso fino a cinque metri, sigillarono e preservarono molti edifici e centinaia di oggetti della prima fase della Frigia, fornendo una visione sorprendente del carattere del distretto elitario di una cittadella dell'età del ferro, unico nell'archeologia anatolica. In quanto tale, il livello di distruzione frigio antico fornisce materiale comparativo ben datato per altri siti nella regione e costituisce un punto fermo fondamentale nella cronologia dell'Anatolia centrale.
Gli archeologi in un primo momento hanno interpretato il livello di distruzione come i resti di un attacco dei Cimmeri, ca. 700 a.C., un evento a cui si riferì molto più tardi da Strabone e da Eusebio di Cesarea come risultato della morte del re Mida. I dati iniziali sul radiocarbonio analizzati da Young gettano qualche dubbio su questa interpretazione, ma la data del 700 a.C. fu ampiamente utilizzata. A partire dal 2000, è iniziato un rinnovato programma di datazione al radiocarbonio, analisi dendrocronologica e un esame più approfondito degli oggetti nel livello di distruzione. Tre fattori erano di particolare importanza: l'istituzione della data del tumulo MM a ca. 740 a.C. basato sulla dendrocronologia; il confronto degli oggetti livello di distruzione con quelli in Tumulo MM e altri assemblaggi datati indipendentemente nei tumuli di Gordio; e lo studio di famose ceramiche greche dell'VIII secolo in contesti post-Distruzione. Nel complesso, questa ricerca ha indicato che la data dell'incendio era circa cento anni prima di quanto si pensasse in precedenza, ca. 800 a.C.
La critica iniziale dell'analisi al radiocarbonio si concentrò sulla pubblicazione preliminare di cinque campioni, ma fu successivamente confutata dalla pubblicazione di altri quindici campioni di breve durata, ciascuno la media di dozzine di semi di orzo, lenticchia e lino dal Livello di distruzione. Tutti questi indicavano un intervallo di ca. 840-795 a.C., molto probabilmente tra l'830/815 e l'810/800 a.C., e non erano in alcun modo compatibili con un ca. Data del 700 a.C., anche con aggiustamenti estremi dei valori anomali all'interno dei dati. Di conseguenza, l'incendio non è più associabile ad un'incursione cimmeriana ed era probabilmente di natura accidentale, senza indizi di un attacco militare. Una data di ca. L'800 a.C. per il livello di distruzione frigio precoce è stato ampiamente accettato dagli studiosi che lavorano in tutta l'Anatolia centrale, con obiezioni espresse solo da O.W. Muscarella e D.J. Keenan.

### Periodo frigio medio

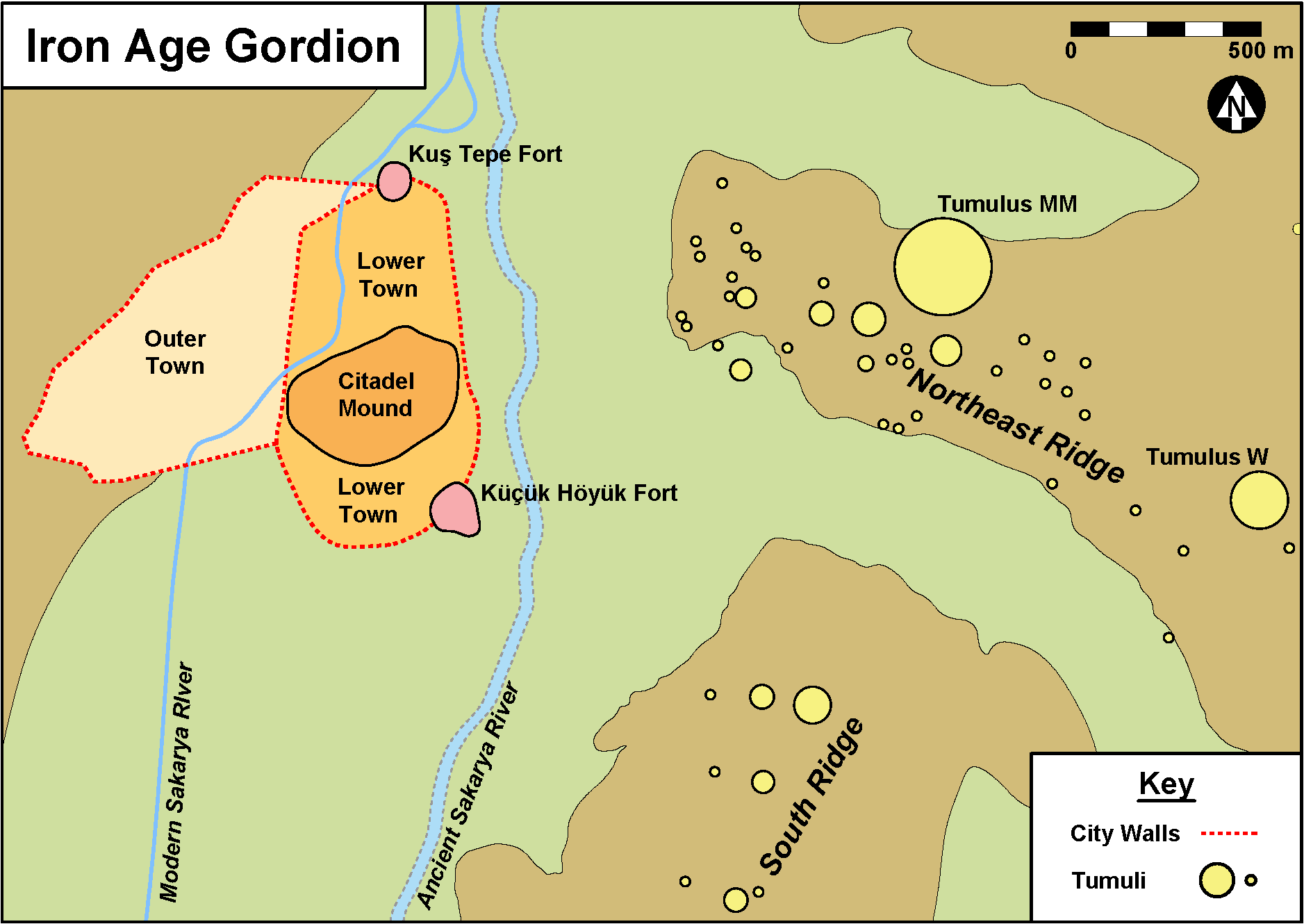
Panoramica dei principali insediamenti e aree cimiteriali a Gordio dell'età del ferro (dopo Rose e Darbyshire 2011 fig. 0.1, Rose 2017 fig.9)

Il livello di distruzione dell'800 a.C. segna il passaggio dal periodo frigio antico al frigio medio. Dopo l'incendio, gli abitanti di Gordio hanno completato un imponente programma di costruzione sul tumulo della cittadella che includeva la posa di fino a cinque metri di argilla per aumentare l'altezza del tumulo. La cittadella è stata ricostruita su un piano in gran parte simile, un processo di monumentalità che ha richiesto un'immensa quantità di lavoro e pianificazione. Le fortificazioni di Gordio in questo momento si espansero per includere un paio di forti a nord ea sud del tumulo della cittadella collegati da un muro di cinta che racchiudeva un'area di oltre venticinque ettari, la Città Bassa. Al di là della Città Bassa, l'insediamento continuò nella Città Esterna, protetta da un ulteriore muro e da un fossato. L'insediamento si estendeva sulla cresta nord-orientale, dove una serie di case furono distrutte da un attacco di un nemico sconosciuto intorno al 700 a.C. Durante il periodo della Frigia media, Gordio raggiunse le sue dimensioni maggiori, abbracciando un'area di insediamento di circa cento ettari. In questo momento l'influenza politica della Frigia in Anatolia aumentò notevolmente. Durante il IX e l'VIII secolo aEV, la città divenne la capitale di un regno che controllava gran parte dell'Asia Minore a ovest del fiume Halys. Nel corso del VI secolo a.C., il regno di Lidia, il vicino di Frigia a sud-ovest, iniziò ad esercitare un'influenza all'interno dell'Anatolia, probabilmente a spese del controllo frigio. L'incursione di Ciro il Grande e dell'Impero achemenide in Anatolia, a partire dal 546 a.C., segnò la fine di ogni controllo lidio e dell'autonomia frigia a Gordio.

#### Re Mida
Il re più famoso della Frigia era Mida, che regnò durante il periodo della Frigia media a Gordio. Era probabilmente sul trono di Gordio da ca. 740 a.C., basato sul completamento del tumulo MM in quel periodo. Fonti assire contemporanee risalenti tra ca. 718 e 709 a.C. lo chiamano Mit-ta-a. Secondo lo storico greco Erodoto, il re Mida fu il primo straniero a fare un'offerta al santuario di Apollo a Delfi, dedicando il trono dal quale pronunciò il giudizio. Durante il suo regno, secondo Strabone, i nomadi Cimmeri invasero l'Asia Minore e nel 710/709 a.C. Mida fu costretto a chiedere aiuto al re assiro Sargon II. Nel racconto di Strabone, il re Mida si suicidò bevendo sangue di toro quando i Cimmeri invasero la città.

#### Tumuli
Ci sono oltre un centinaio di tumuli nelle vicinanze di Gordio, databili fra il IX ed il VI secolo a.C. Il più grande di questi tumuli funerari è stato tradizionalmente associato a re, in particolare Tumulo MM. Ci sono due necropoli principali, la cresta nord-est e la cresta sud. Tumulo W a Gordio, risalente a ca. 850 aC, è il primo noto nel sito e il primo conosciuto ovunque in Anatolia. I tumuli sono associati alle sepolture per inumazione a Gordio fino alla fine del VII secolo, quando iniziò la cremazione nel sito. Le due tradizioni poi coesistevano fino al VI secolo a.C.

#### Tumulo MM

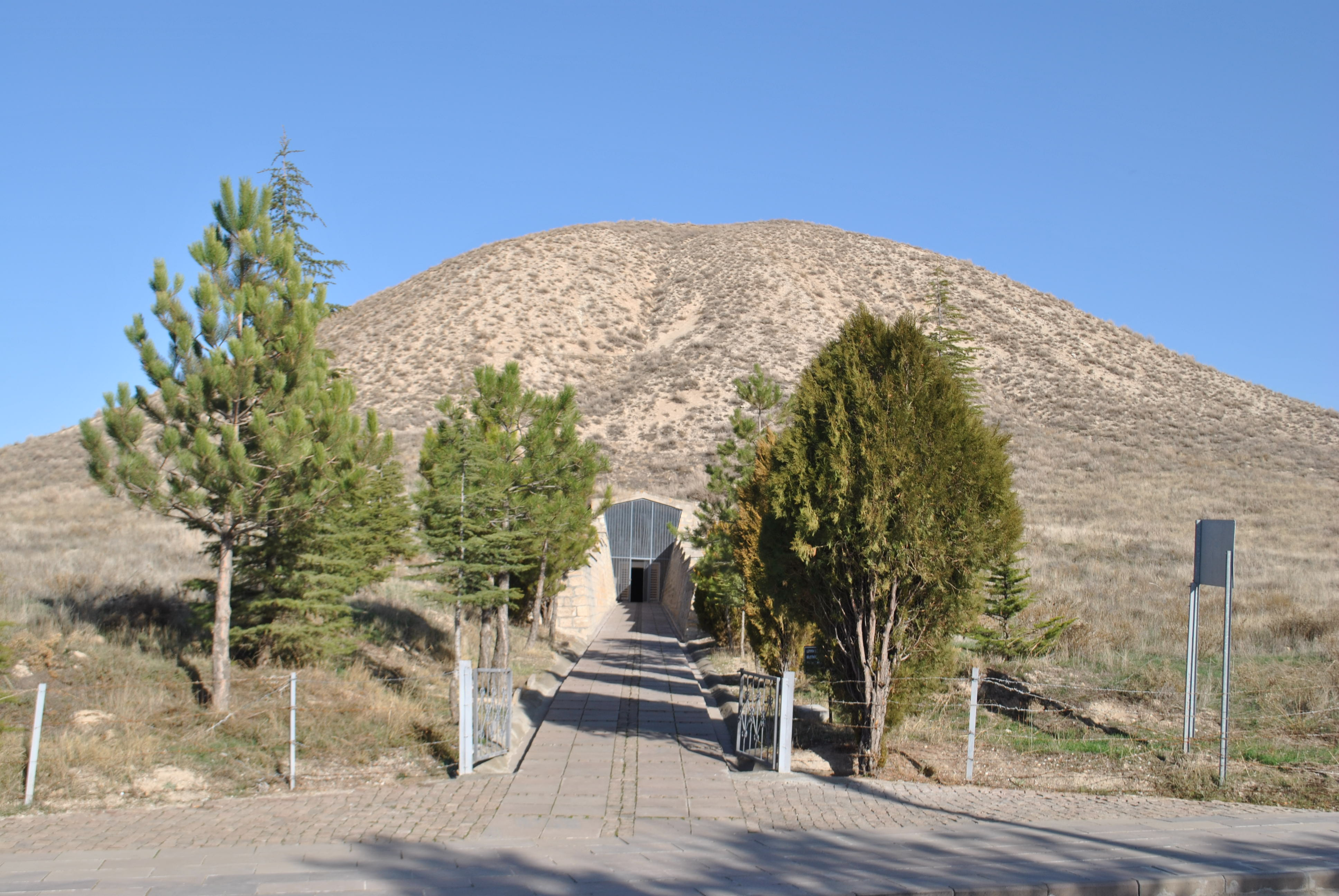
Il tumulo MM o di Re Mida a Gordio, datato ca. 740 a.C.

Tumulo MM (dall'inglese "Midas Mound", tumulo di Mida), il Grande Tumulo, è il più grande tumulo funerario di Gordio, alto più di cinquanta metri oggi, con un diametro di circa trecento metri. È stato costruito ca. 740 a.C., e a quel tempo era il più grande tumulo dell'Anatolia, superava solo ca. 200 anni dopo dal tumulo di Aliatte II in Lidia. Il tumulo MM è stato scavato nel 1957 dal gruppo di Young, rivelando i resti dell'occupante reale, appoggiati su tessuti viola e dorati in una bara di tronchi aperta, circondata da una vasta gamma di magnifici oggetti. I corredi funerari comprendevano vasellame e vasi in bronzo contenenti residui organici, fibule in bronzo (antiche spille), cinture in cuoio con attacchi in bronzo, e una straordinaria collezione di mobili in legno intagliati e intarsiati, eccezionale per il suo stato di conservazione, attualmente esposti presso il Museo delle civiltà anatoliche di Ankara. La cerimonia funebre del tumulo MM è stata ricostruita e gli scienziati hanno stabilito che gli ospiti al banchetto mangiavano stufato di agnello o di capra e bevevano una bevanda fermentata mista. Ora generalmente considerata la tomba del padre di Mida, Gordio, fu probabilmente il primo progetto monumentale di Mida dopo la sua ascesa.

### Periodo frigio tardo
Dopo le campagne di Ciro il Grande in Anatolia nel 540 a.C., Gordio entrò a far parte dell'Impero persiano achemenide. Esistono ampie prove dell'assedio persiano del 546 a.C. a Gordio, principalmente associato al forte di Küçük Höyük. Gli aggressori persiani costruirono una grande rampa d'assedio per assaltare la fortezza, ancora oggi visibile. Dopo la sua conquista, Gordion divenne parte della satrapia della Frigia ellespontica, che aveva Daskyleion sul Mar di Marmara, non Gordio, come sua capitale. Nonostante la sua retrocessione nello status, Gordio continuò inizialmente a prosperare sotto gli Achemenidi, con sepolture a tumulo ed edifici monumentali mantenuti fino al VI secolo. Intorno al 500 a.C., una struttura semi-sotterranea, la Casa Dipinta, fu aggiunta sul lato est del tumulo della cittadella. Presentava un programma di affreschi murali che mostravano la processione delle donne. Forse è associato all'attività settaria, sebbene la natura di ciò sia incerta.
Il IV secolo a.C. a Gordio iniziò con la combinazione di un terremoto e l'attacco del re spartano Agesilao. Il secolo successivo vide l'assenza di edifici monumentali sul tumulo della cittadella e, in effetti, la pietra di molte delle strutture precedenti fu utilizzata per edifici più piccoli in altre parti del sito.

### Periodo ellenistico
L'avvento di Alessandro nel 333 a.C. fece precipitare un grande cambiamento nel sito, con l'adorazione di divinità greche, iscrizioni in greco e ceramiche greche che sostituirono i loro predecessori frigi nel sito. La metà del III secolo a.C. vide l'arrivo dei Galati, un popolo celtico che arrivò per la prima volta in Anatolia come mercenari assoldati da Nicomede I di Bitinia. I Galati alla fine si stabilirono in Frigia, compreso a Gordio. L'insediamento di Gordio durante il periodo ellenistico mostra un carattere decisamente residenziale, con grandi case costruite sopra gli edifici pubblici sul tumulo della cittadella e nessuna prova di abitazioni nelle città inferiori o esterne. Nel 189 a.C., il console romano Gneo Manlio Vulsone fece una campagna attraverso la Galazia, costringendo gli abitanti di Gordio ad abbandonare temporaneamente il sito. Gordio fu brevemente riabilitato ma abbandonato di nuovo durante il I secolo a.C..

#### Nodo Gordiano
Secondo l'antica tradizione, nel 333 a.C. Alessandro Magno tagliò (o altrimenti sciolse) il nodo gordiano: questo intricato nodo univa il giogo al palo di un carro frigio che si trovava sull'acropoli della città. Il carro era associato a Mida o Gordio (o entrambi) ed era collegato all'ascesa al potere della dinastia. Una profezia locale aveva decretato che chiunque fosse riuscito a sciogliere il nodo era destinato a diventare il sovrano dell'Asia.

### Periodo Romano
Il periodo romano a Gordio si estende dal I secolo d.C. fino al IV secolo, con una serie di occupazioni e abbandoni nella parte occidentale del tumulo della cittadella. La strada romana tra Ancyra e Pessinus passava per Gordio, che all'epoca poteva essere conosciuta come Vindia o Vinda. Gli edifici romani a Gordio erano orientati secondo direzioni cardinali e costruiti come parte di una deliberata rifondazione che includeva il livellamento della superficie della parte occidentale del tumulo. L'area del cimitero comune comprende sepolture romane dal II al IV secolo d.C.

### Medio Evo
Le prove per il periodo medievale a Gordio sono scarse ma suggeriscono l'abitazione durante il XIII e il XIV secolo d.C. con almeno alcune fortificazioni. Recenti scavi hanno rivelato fosse e forni ricoperti di calce sul lato occidentale del tumulo della cittadella, segnalando la preparazione e la conservazione del cibo.

### Era Moderna
Gordio si trovava in prima linea nella battaglia del Sakarya del 1921, il punto di svolta della guerra greco-turca del 1919-1922. Il tumulo della cittadella e molti dei tumuli furono usati come posizioni difensive durante le tre settimane di combattimento. Il villaggio di Bebi, situato a ovest del tumulo della Cittadella, è stato il principale sito di insediamento nell'area durante il XIX e il XX secolo, ma è stato distrutto nel corso della battaglia. Il moderno villaggio di Yassıhöyük è stato fondato all'indomani della guerra d'indipendenza turca. Fa parte del distretto di Polatlı.
Il 18 settembre 2023 il sito archeologico è stato iscritto nella Lista dei patrimoni dell'umanità dell'UNESCO dalla quarantacinquesima sessione del Comitato del patrimonio mondiale riunito a Riad.

## Gli scavi
Gli scavi della necropoli hanno portato alla luce numerosi tumuli di varia grandezza racchiudenti tombe di tipo frigio con dròmos di accesso e camera sotterranea quadrata costruita in legno e coperta da massi e terra, collocabili tra il 725 e il 550 a.C. circa.
Dell'antica città restano tracce delle mura con una porta monumentale e varie abitazioni (forse il palazzo reale) a mégaron, protette da cortine di mura in mattoni crudi. Altre case più tarde, con impianto di stile greco, sono decorate con affreschi.

### Cronologia degli scavi
Il sito fu scavato da Gustav Körte e Alfred Körte nel 1900 e poi dal Museo di Archeologia e Antropologia dell'Università della Pennsylvania, sotto la direzione di Rodney S. Young, tra il 1950 e il 1973. Gli scavi sono proseguiti nel sito sotto gli auspici del Museo dell'Università della Pennsylvania con un team internazionale, diretto da Keith DeVries (1977-1987), G. Kenneth Sams e Mary M. Voigt (1988-2006), G. Kenneth Sams e C. Brian Rose (2006-2012) e C. Brian Rose (2012-oggi). I reperti di Gordio sono in mostra al Museo delle Civiltà Anatoliche di Ankara, ai Musei Archeologici di Istanbul e al Museo di Gordio, situato nella stessa Yassıhöyük.

### Ricerche attuali

#### Scavi
Il Progetto Gordio ha ricominciato gli scavi nel 2013, concentrandosi sulle fortificazioni meridionali e rivelando un nuovo approccio e una nuova porta d'accesso alla Cittadella Mound. Questa nuova Porta Sud è stata originariamente costruita durante il IX secolo a.C., in larga misura contemporanea alla prima fase frigia della Porta della Cittadella Est. L'approccio della Porta Sud ha visto ulteriori modifiche con bastioni aggiunti nell'VIII e VI secolo, e la strada rialzata murata che conduceva alla porta raggiunse infine oltre 65 m di lunghezza, la più lunga conosciuta per una porta della cittadella in Anatolia. Come altrove sul tumulo della cittadella, la fase frigia media della porta sud faceva uso di grandi blocchi policromi. Nel 2017 un leone di pietra scolpito è stato scoperto all'ingresso della Porta Sud.

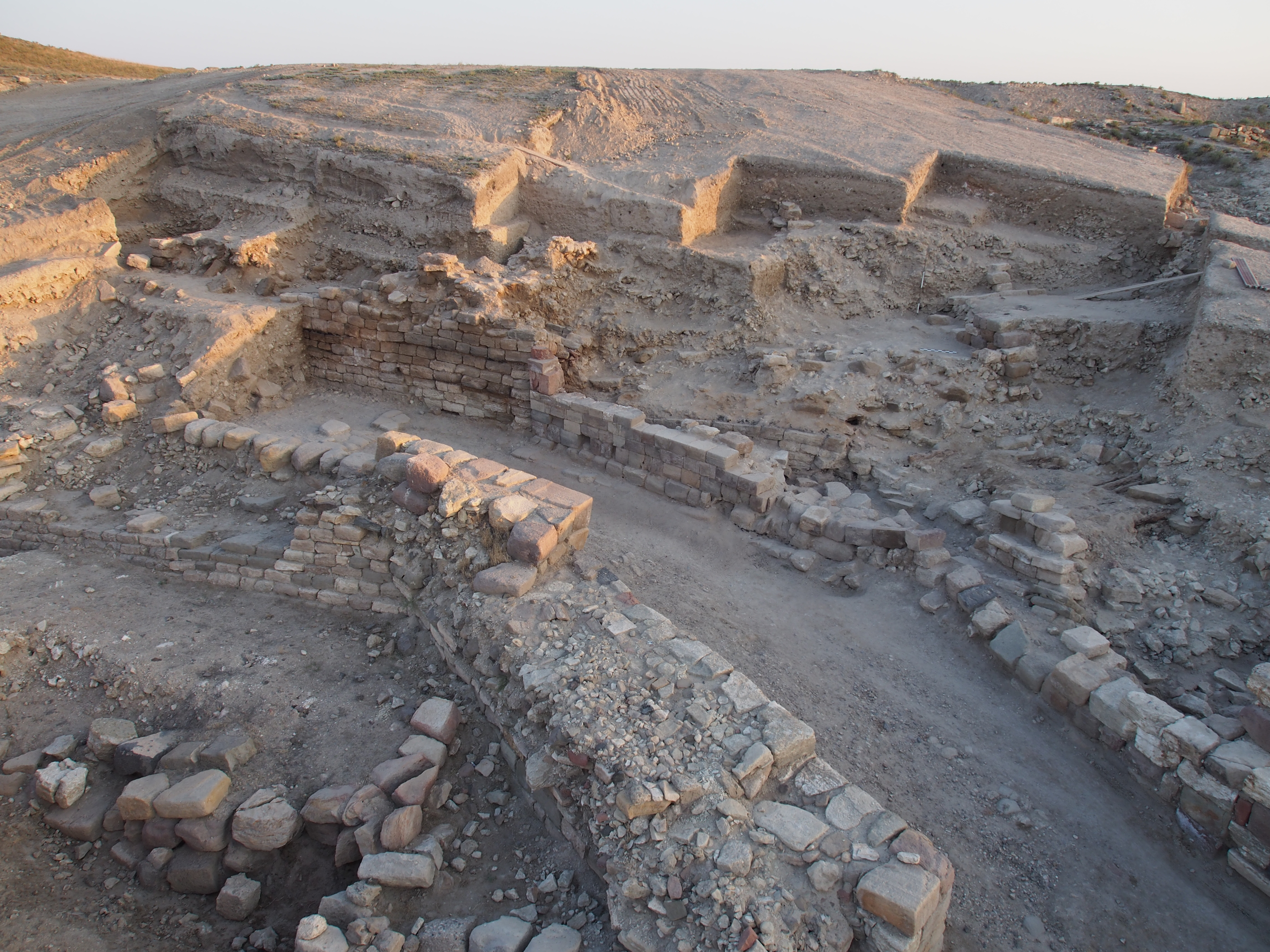
Strada di accesso alla Porta Sud a Gordio

#### Conservazione architettonica
Dal 2009, il progetto ha intrapreso un rinnovato programma di conservazione architettonica del Terrace Building Complex sul Cittadella Mound, il grande quartiere industriale che bruciò nel livello di distruzione ca. 800 aC Dal 2014 al 2019, il team di conservazione dell'architettura ha concentrato i suoi sforzi sul ripristino del bastione sud della porta della cittadella orientale, colpito da un terremoto nel 1999. Questo progetto ha consolidato le pietre incrinate, le ha reinstallate nelle pareti del muro con supporti in acciaio inossidabile e il drenaggio del Bastione Sud attraverso il ripristino delle murature ammalorate e l'installazione di un nuovo sistema di sostegno delle coperture.

#### Telerilevamento
Dal 2007, un altro obiettivo primario del Progetto Gordio è stata l'esplorazione delle fortificazioni difensive della città oltre il tumulo della Cittadella attraverso il telerilevamento. L'uso della magnetometria, della tomografia a resistività elettrica e del georadar hanno consentito una più completa ricostruzione della rete di difesa e dei distretti urbani della città durante l'età del ferro, fornendo prove di un sistema di fossati e mura che circondano la città esterna al a ovest e confermando l'esistenza di un secondo forte a protezione della Città Bassa a Kuş Tepe a nord.

#### Pubblicazioni
I risultati degli scavi a Gordio sono oggetto di studio per un team internazionale di studiosi, con ricerche in corso su tutti i periodi della storia del sito.

## Fonti antiche
Gordio è menzionata nelle seguenti fonti antiche: Elleniche di Senofonte 1.4.1; Elleniche di Ossirinco 21.6; Vita di Alessandro di Plutarco 18; Filippiche di Giustino, 11.7; Storie di Polibio 21.37.1; Storia di Roma di Tito Livio 38.18; Geografia di Strabone 12.5.3, 12.8.9; Storia naturale di Plinio il Vecchio 5.42; Anabasi di Alessandro di Arriano 1.29.1-2, 2.3.1; Suda omi 221; Ethnika di Stefano di Bisanzio G211.1.